# Edward Bulwer-Lytton
Edward George Earle Bulwer-Lytton, 1st Baron Lytton of Knebworth (25. květen 1803, Londýn - 18. leden 1873, Torquay) byl anglický spisovatel a politik. Psal historické a okultní romány, detektivní příběhy, divadelní hry, poezii, romance, některé jeho texty lze dnes označit za fantasy či science fiction. Nejznámější z jeho asi dvou desítek románů jsou Paul Clifford (1830) o muži, který vede dvojí život - jako kriminálník a jako vysoce postavený gentleman, z klasických duchařských románů si zachovaly zájem Zanoni (1842) a Strašidelný dům (1859), nejslavnějším se však stala kniha The Coming Race (1871), sci-fi o podzemním světě obývaném vyšší rasou nadlidí, kteří své schopnosti získali díky okultnímu systému, tzv. Vrilu. Kniha je psána jako reportáž o výpravě do podzemního světa a mnozí čtenáři dokonce uvěřili, že jde o reportáž autentickou. Kniha inspirovala také některé okultistické kroužky. Literární kritika jeho doby bez milosti označila jeho tvorbu za brakovou a bezcennou (zejm. William Makepeace Thackeray) a jeho jméno na dlouho zapadlo. Nový zájem vzbudili až Jacques Bergier a Louis Pauwels svým záhadologickým bestsellerem Jitro kouzelníků, kde upozornili, že představy okultistů 19. století typu Bulwer-Lyttona tvořily ideové podhoubí nacismu.